# 카바 수술
종합적 대동맥 판막 및 근부성형술(영어: comprehensive aortic root and valve repair)은 1997년 흉부외과 송명근 교수가 개발한 심장수술법이다. 흔히 카바 수술(영어: CARVAR surgery)이라고 줄여 부른다. 송명근 교수는 서울아산병원 흉부외과에 재직하면서 서울아산병원 임상연구윤리위원회 조건부 승인을 받고 유럽흉부외과학회에 논문을 게재하여 주목을 받았으며 이 수술을 진행해왔으며, 2007년 10월 건국대 병원으로 자리를 옮겨서 본격적으로 활동하였다.
기존에는 손상된 심장판막을 인공판막으로 교체하였으나, 이 수술법에서는 판막과 비슷한 기능을 할 수 있는 특수 제작된 링으로 판막 주위를 고정시켜서 판막의 기능을 복원한다. 기존의 인공판막은 피를 뭉치게 하기 때문에 인공판막을 이식 받은 환자는 평생 항응고제를 복용해야 한다. 하지만 카바 수술을 받은 환자는 항응고제를 먹지 않아도 된다.

2010년 3월 16일 유럽연합(EU)에서 특허등록 결정을 받았다.

## 카바 수술 논란
2009년 11월 흉부외과학회 추계학술대회에서, 심장카바 수술이 기존의 인공판막수술에 비해서 안전하지 못하다는 주장이 제기되었다. 건국대 병원 심장내과 유규형-한성우 교수는 카바수술 부작용 사례를 분석한 논문을 역시 유럽흉부외과학회에 제출하였으며, 이러한 내용을 인터넷, 신문, 방송 등 다수의 미디어매체가 전하면서 사회적으로 논란이 확산되었다.
안전성 문제가 제기되면서 보건복지부는 2012년 11월 카바수술에 대한 한시적 비급여 고시를 폐지했고, 2013년 7월에는 수술에 쓰이는 치료재료에 대한 비급여도 삭제하면서, 사실상 국내에선 더 이상 카바 수술을 할 수 없게 되었다.